# Ricky Rubio
Pour les articles homonymes, voir Rubio.
Ricard Rubio Vives, plus connu sous le nom de Ricky Rubio, est un joueur professionnel espagnol de basket-ball né le 21 octobre 1990 à El Masnou, près de Barcelone.
Sélectionné en cinquième position lors de la draft 2009 de la NBA par les Timberwolves du Minnesota, et après de nombreuses discussions, il se déclare pas encore suffisamment mûr pour rejoindre la ligue nord-américaine. Il rejoint le club du FC Barcelone qui rachète le contrat que Rubio avait signé plus tôt dans la saison avec son club DKV Joventut. Durant la saison 2009-2010, il participe à la seconde victoire du FC Barcelone en Euroligue. Il rejoint les Timberwolves pour la saison 2011-2012. 
À l'été 2017, il rejoint le Jazz de l'Utah. En juillet 2019, durant la free agency, il signe avec les Suns de Phoenix.
Avec l'équipe d'Espagne, il est champion du monde en 2019, double champion d'Europe et finaliste des Jeux olympiques de 2008.

## Biographie

### Carrière en Espagne

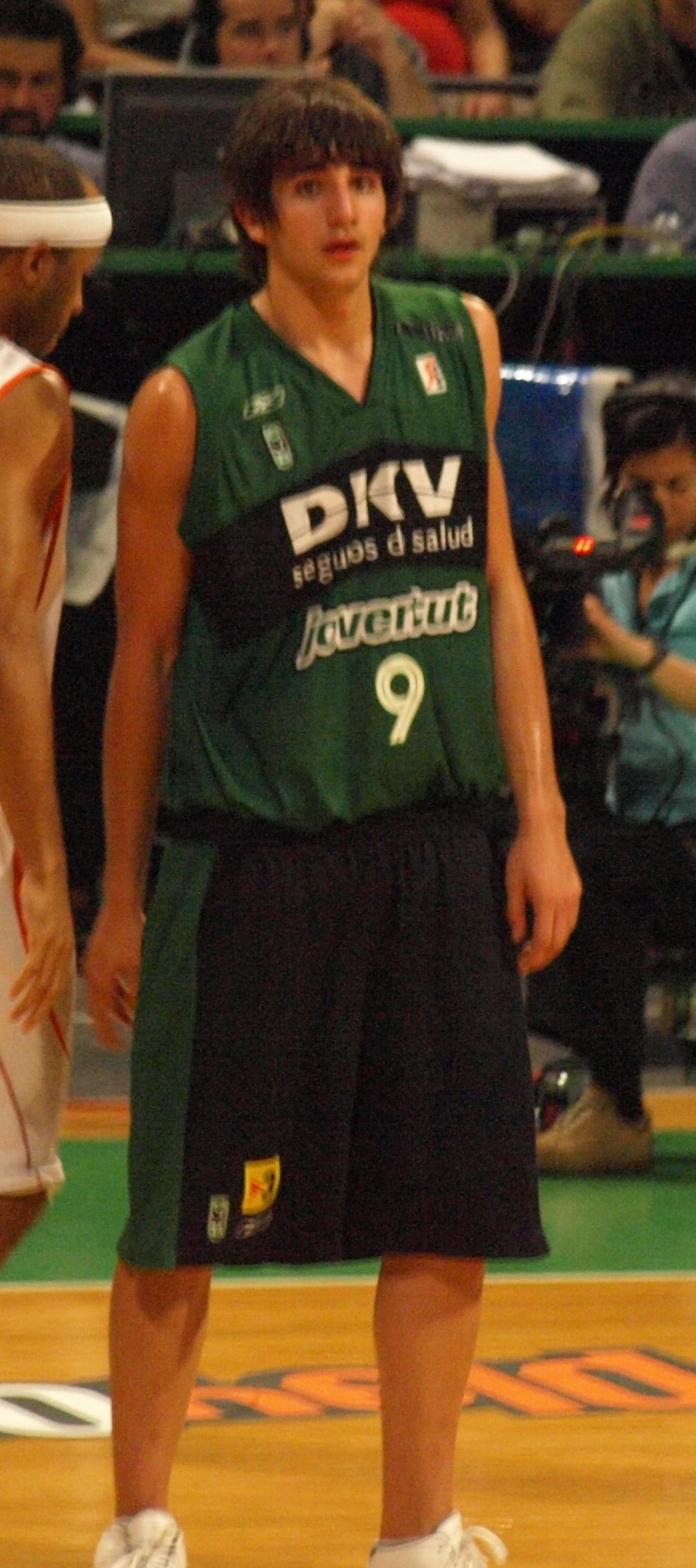
Ricky Rubio avec le maillot de Joventut Badalone.

Rubio joue son premier match en Liga ACB avec la Joventut Badalona le 15 octobre 2005. Il devient le plus jeune joueur à entrer en jeu en Liga (à 14 ans et 11 mois),. L'équipe remporte l'Eurocoupe face au BC Khimki Moscou lors de la saison 2005-2006.
Rubio finit la saison 2006-2007 à la place de meilleur intercepteur de la Liga ACB et remporte le trophée de meilleur jeune. Le 24 octobre 2006, Rubio joue sa première rencontre en Euroleague face au Panathinaïkos d'Athènes. Il est alors remplaçant du meneur titulaire Elmer Bennett. Pendant sa première saison en Euroleague, Rubio fait 2,8 passes décisives de moyenne par rencontre et est le meilleur intercepteur de la saison (3,5 interceptions) en seulement 18 minutes de jeu par rencontre.
En 2008, la Joventut remporte la coupe ULEB face au CB Girona. En Liga ACB, Rubio est titulaire et en 23 minutes de jeu, il marque 10,5 points et donne 4 passes décisives en moyenne. Il est nommé meilleur meneur de la Liga ACB pour la saison 2007-2008.

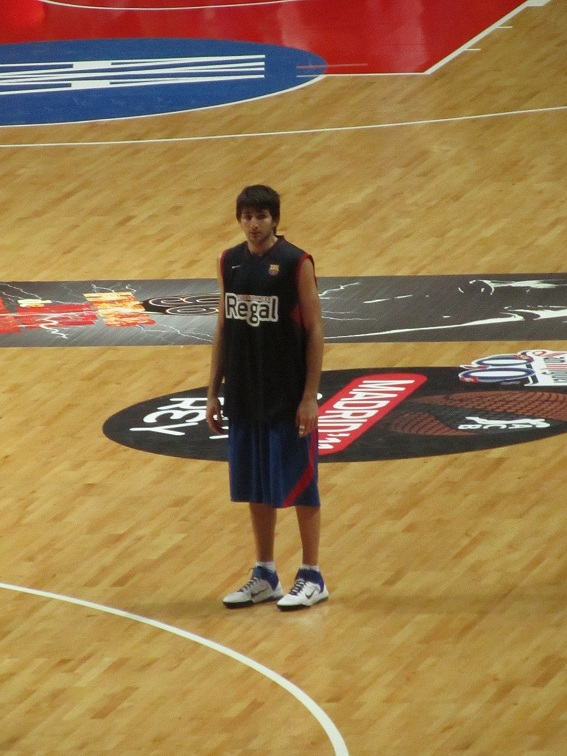
Ricky Rubio avec le maillot du FC Barcelone.

Le 20 avril 2009, Rubio annonce qu'il se présente à la draft 2009 de la NBA. Considéré comme l'un des possibles premiers choix de la draft, il est finalement choisi en cinquième position par les Timberwolves du Minnesota. Le règlement de la NBA stipule qu'un club NBA ne peut débourser plus de 500 000 dollars pour acheter le contrat d'un rookie, ce qui pose un problème car le contrat de Rubio avec la Joventut met une clause libératoire à 6 millions d'euros. Malgré l'annonce d'un accord entre le club NBA et la Joventut, ce dernier club annonce que le joueur, se sentant le besoin de mûrir davantage, rejoint le club espagnol du FC Barcelone. Le 1er septembre 2009, il signe un contrat de six ans, avec une clause libératoire pour pouvoir partir en NBA à l'issue de la saison 2010-2011, avec le Barça. Ce dernier club présente alors une ligne arrière composée de Juan Carlos Navarro, revenu depuis la saison précédente d'une saison passée en NBA, et Ricky Rubio. Cette doublette participe grandement à une saison européenne ponctuée d'une victoire lors du Final Four (tournoi à 4) de l'Euroligue. Rubio est honoré à titre individuel par une élection au titre de meilleur joueur de la dixième journée, en compagnie du Lituanien Ramūnas Šiškauskas. Toutefois, le club catalan échoue en finale de la Liga ACB face au Tau Vitoria qui l'emporte en trois manches sèches. Il est également honoré en Espagne en terminant dans le cinq idéal de la ligue, équipe dominée par Barcelone avec également la présence de Navarro et Erazem Lorbek, les deux autres joueurs étant Carlos Suárez et Tiago Splitter.
Lors de la saison 2010-2011, les statistiques de Rubio stagnent : malgré un temps de jeu en hausse, 23 minutes 29 contre 19 minutes 85, sa moyenne de points passe de 6,59 en 2010 à 5,29 à 2011, de 4,38 à 4,41 pour les passes ; la moyenne de rebonds progresse de 2,62 à 3,34. En Euroligue cette stagnation est également présente : 6,5 points, 3,5 passes, 3,2 rebonds en 2010-2011 contre 6,8 points, 4,1 passes et 2,9 la saison précédente malgré un temps de jeu augmenté de près de deux minutes. Barcelone remporte cependant la coupe d'Espagne mais échoue en quart-de-finale de l'Euroligue face au futur vainqueur, le Panathinaïkos. Il remporte son premier titre de champion d'Espagne après une victoire de Barcelone sur Bilbao sur le score de trois à zéro. En juin 2011, Rubio annonce qu'il va jouer aux Timberwolves du Minnesota lors de la saison 2011-2012.

### Carrière en NBA

#### Timberwolves du Minnesota (2011-2017)
Avec en moyenne 7,6 passes décisives, Ricky Rubio est, après huit matches, le 10e passeur de la NBA. Il égale le record de 14 passes décisives délivrées dans un de ses huit premiers matchs, record que seul Ernie DiGregorio des Braves de Buffalo en 1973, Bryan Warrick (en) des Bullets de Washington en 1982 et Greg Grant des Suns de Phoenix en 1989 avaient réalisé. Il termine son premier mois de compétition en NBA en obtenant le titre de meilleur débutant du mois de janvier de la conférence Ouest, NBA Western Conference rookie of the month, grâce à des statistiques de 11,4 points, 8,9 passes et 2,24 interceptions.
Le 9 mars 2012, dans un match face aux Lakers de Los Angeles, Rubio se tord le ligament croisé antérieur du genou gauche. Cette blessure nécessite une opération chirurgicale qui empêche Rubio de rejouer lors de la saison 2011-2012 ainsi que de participer aux Jeux olympiques de Londres avec l'équipe d'Espagne.
Malgré cette blessure, il termine deuxième derrière Kyrie Irving du vote déterminant le NBA Rookie of the Year avec 170 points, Irving en totalisant 952. Les deux hommes font partie des meilleurs débutants, NBA All-Rookie Team, en compagnie de Kenneth Faried, Klay Thompson. Trois joueurs se partagent la dernière place : Brandon Knight, Kawhi Leonard, Iman Shumpert.
Ricky Rubio revient à la compétition en décembre 2012 après sa blessure au genou gauche. Il dispute le Rising Stars Challenge, match opposant des joueurs de première ou deuxième année en NBA et disputé dans le cadre du NBA All-Star week-end. Il inscrit cinq points et délivre dix passes, partageant la meilleure performance de la rencontre dans cette dernière catégorie statistique avec Isaiah Thomas. Un peu plus tard dans la saison, il réalise son premier triple-double en NBA avec 21 points, 12 passes et 13 rebonds lors d'une victoire 107 à 83 sur les Spurs de San Antonio. Il termine la saison avec des statistiques sensiblement identiques à sa première année avec 10,7 points, 4,0 rebonds et 7,3 passes, malgré un temps de jeu un peu diminué avec 29,7 contre 34,2 minutes la saison précédente.
Lors du début de la saison 2013-2014, il réussit son deuxième triple-double en NBA avec 12 points, 14 passes et 10 rebonds, auxquels il ajoute également 5 interceptions, lors d'une victoire 113 à 90 face aux Lakers de Los Angeles au Staples Center. Il réussit un autre triple-double, face à Dallas, 22 points, 10 rebonds et 15 passes. Rubio dispute l'ensemble des rencontres de la saison régulière de son équipe dans le cinq de départ, pour des statistiques de 10,8 points, 4,2 rebonds, 8,2 passes et 2,2 interceptions, cette dernière moyenne le plaçant au deuxième rang de la ligue. Il est également au quatrième rang de la ligue à la moyenne des passes. Ses 191 interceptions constituent le meilleur total de la saison et ses 704 passes le deuxième.
Juste avant la date butoir du 31 octobre 2014, Rubio obtient une prolongation de contrat de 55 millions de dollars sur 4 ans.

#### Jazz de l'Utah (2017-2019)
Le 30 juin 2017, il est envoyé au Jazz de l'Utah en échange d'un premier tour de draft.
Il termine sa première année à Utah avec 13,1 points, 4,6 rebonds, 5,3 passes et 2 interceptions par match en 29,3 minutes.
Il participe aux playoffs NBA pour sa première saison ou il réalise de bonnes performances face au Oklahoma City Thunder où le Jazz l'emporte 4-2. Rubio brille pendant cette série avec un triple-double (26 points, 11 rebonds et 10 passes) lors du 3e match, il devient le premier joueur du Jazz à faire un triple-double en playoff depuis John Stockton en 2001. Rubio limite même le MVP en titre, Russell Westbrook à 35 % au tir. Malheureusement il se blesse à la cuisse gauche au début du sixième match de la série. Son équipe est éliminée en demi-finale de conférence par les Rockets de Houston.
Sur ces playoffs, Rubio tourne à 14 points, 7 passes et 7 rebonds de moyenne.

#### Suns de Phoenix (2019-2020)
Le 30 juin 2019, il signe un contrat de trois ans avec les Suns de Phoenix.

#### Timberwolves du Minnesota (2020-2021)
Le 16 novembre 2020, en échange de Chris Paul et Abdel Nader, il est envoyé au Thunder d'Oklahoma City en compagnie de Kelly Oubre, Ty Jerome et Jalen Lecque. Le 19 novembre 2020, il est transféré aux Timberwolves du Minnesota contre James Johnson et des picks.

#### Cavaliers de Cleveland (2021-2024)
En juillet 2021, il est transféré aux Cavaliers de Cleveland en échange de Taurean Prince,.
Alors qu'il réalise un très bon début de saison avec les Cavaliers, il se rompt le ligament croisé antérieur du genou gauche fin décembre 2021. Il manque alors le reste de la saison.
En février 2022, il est transféré aux Pacers de l'Indiana en échange de Caris LeVert. Blessé, Rubio ne joue aucune rencontre avec les Pacers.
En juillet 2022, Rubio retourne aux Cavaliers dans un contrat sur 3 saisons et 18 millions de dollars,.
Rubio ne joue pas de la saison 2023-2024 et en janvier 2024, en accord avec les Cavaliers, son contrat de travail est rompu pour qu'il traite des problèmes liés à sa santé mentale,.

### Retour au Barça
À la fin janvier, il reprend l'entraînement avec le FC Barcelone, sans signer de contrat avec cette formation. Début février, Rubio s'engage avec le Barça jusqu'à la fin de la saison 2023-2024.

### Carrière en équipe nationale
Après avoir disputé le Championnat d'Europe des 16 ans et moins en 2005, compétition où l'Espagne termine troisième et Rubio termine avec des statistiques de 11,4 points, 6,8 rebonds et 2,9 passes décisives, troisième de la compétition, il mène l'année suivante sa sélection au titre de champion d'Europe des moins de 16 ans. Durant le tournoi (sans compter la finale), Rubio réalise deux triple-double dont un quadruple-double, 19 points, 10 rebonds, 13 passes et 11 interceptions en demi-finale. En finale, une victoire 110-106 en double prolongation contre la Russie, il marque 51 points (dont un trois points à la fin du temps réglementaire qui permet à l'Espagne d'égaliser), prend 24 rebonds, fait 12 passes et 7 interceptions. Rubio est le meilleur marqueur, rebondeur, passeur et intercepteur du tournoi et est donc élu meilleur joueur du tournoi.
Rubio joue pour l'équipe des moins de 18 ans en 2007. Il joue en moyenne 28 minutes par match et marque 19,1 points, prend 5 rebonds, donne 4,8 passes et décisives et vole 4 balles par rencontre. L'équipe d'Espagne finit à la 5e place.
En 2008, il est sélectionné par le nouvel entraîneur de l'équipe d'Espagne, Aíto García Reneses, pour participer aux jeux olympiques de Pékin. Il réalise un tournoi moyen et joue la finale contre l'équipe des États-Unis, devenant ainsi le plus jeune joueur à jouer une finale olympique. L'Espagne est battue en finale par les États-Unis 118-107.
En septembre 2009, il fait partie de l'équipe qui remporte le championnat d'Europe. Il joue en moyenne 22,7 minutes par rencontre, marquant 5,9 points et faisant 3,9 passes décisives.

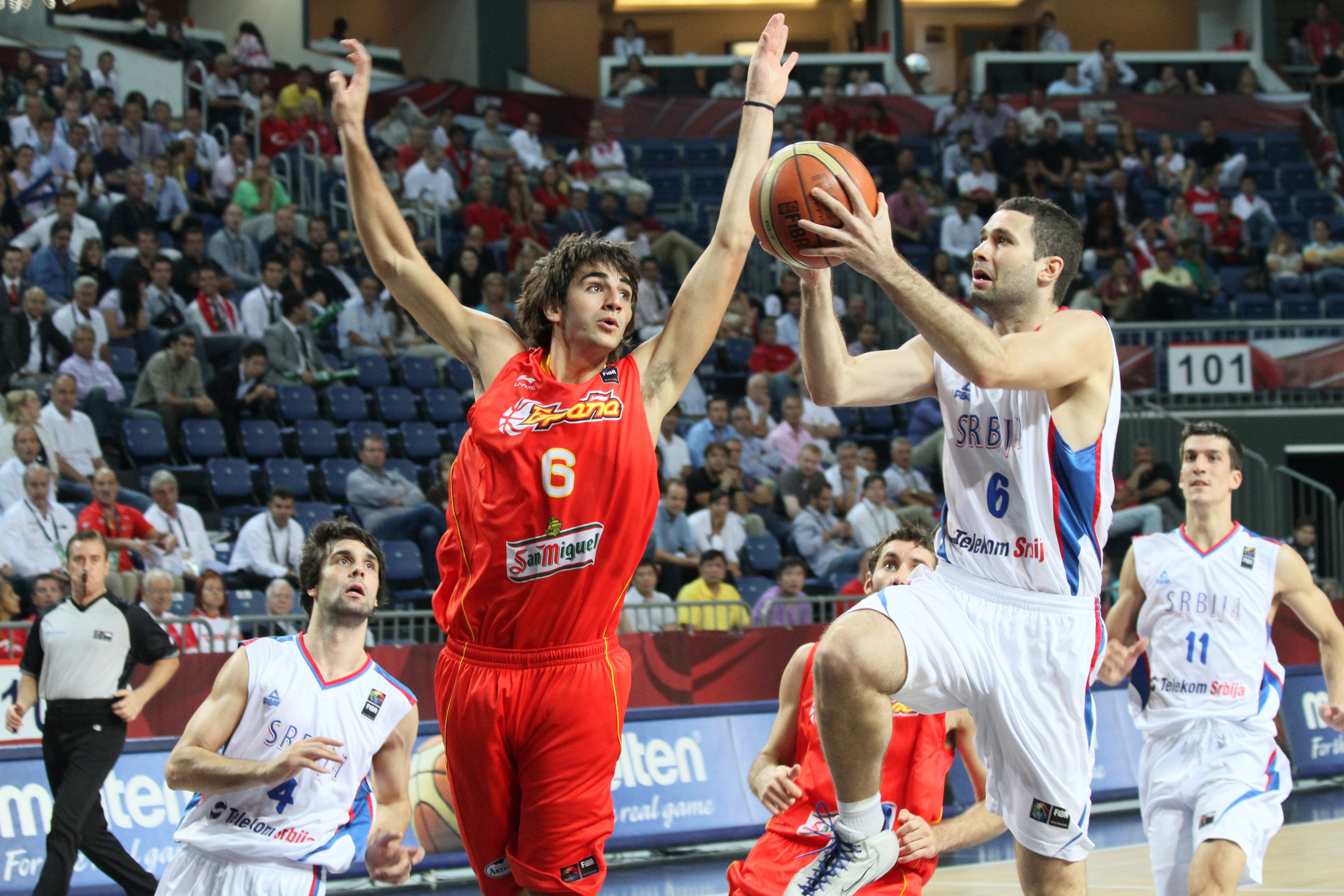
Rubio défendant sur Aleksandar Rašić lors du championnat d'Europe 2011.

Rubio participe au championnat du monde 2010. L'Espagne termine à la sixième place en étant éliminée en quart de finale par la Serbie, et en perdant contre l'Argentine lors du match pour la cinquième place. Rubio termine la compétition avec 4,4 points, 3,1 rebonds et 5,1 passes décisives en 22 minutes.
Le retour en sélection de José Manuel Calderón lors du championnat d'Europe 2011 prive Rubio d'une place dans le cinq de départ. Il n'obtient qu'un temps de jeu de 15 minutes 5 - son coéquipier de Barcelone Víctor Sada étant également très utilisé sur le poste de meneur avec 7 minutes 8 - qu'il met à profit pour inscrire 1,5 points, à 40 % aux tirs mais un très faible 6,7 % à trois points avec une réussite sur quinze tirs tentés. Il ajoute 2,5 rebonds, 2,1 passes, 0,8 balle perdue et 1,4 interception, se classant au quatorzième rang dans cette dernière statistique. L'Espagne, avec une seule défaite sur l'ensemble de la compétition lors d'un match du premier tour contre la Turquie, remporte son deuxième titre européen consécutif en battant en finale la France sur le score de 98 à 85.
Absent lors des Jeux olympiques de Londres en raison de sa blessure au genou, il se déclare dès mars 2013 candidat pour représenter les couleurs espagnoles lors du championnat d'Europe disputé en Slovénie. Malgré l'absence de quelques joueurs majeurs, Pau Gasol, Juan Carlos Navarro, Serge Ibaka, et Felipe Reyes, il estime que la Roja sera compétitive et disputera la finale. Malgré une défaite contre l'équipe hôte lors du premier tour, puis deux défaites lors du tour suivant, l'Espagne se qualifie en quatrième position de son groupe, se voyant ainsi confrontée à la Serbie, première de l'autre groupe, lors des quarts de finale. Lors de cette rencontre, les Espagnols l'emportent nettement, 90 à 60, avec 5 points, 6 rebonds et 6 passes, 4 interceptions en 19 minutes de Rubio. Les Espagnols rencontrent ensuite les Français en demi-finale. Dominés lors de la première mi-temps, les Français s'imposent finalement sur le score de 75 à 72 après prolongation. Rubio concède son plus mauvais match de la compétition avec 2 points, 2 rebonds, 1 passe, 2 interceptions mais également 4 pertes de balles en 15 minutes. L'Espagne remporte ensuite la médaille de bronze en s'imposant face à la Croatie. Sur l'ensemble de la compétition, ses statistiques sont de 7,2 points, 2,8 rebonds, 3,4 passes, septième passeur du championnat, 1,4 interception, deuxième du classement dans cette catégorie statistique, en 20 minutes 7.
Il fait partie de l'équipe d'Espagne entraînée par Sergio Scariolo qui participe aux Jeux olympiques de 2016.
À l'occasion du quart de finale de la coupe du monde 2019 contre la Pologne, il devient le meilleur passeur de l'histoire de la coupe du monde. À 28 ans seulement Rubio compte 115 passes décisives en 22 matchs contre 106 en 24 matchs pour l'Argentin Pablo Prigioni, l'ancien recordman. L'Espagne remporte la coupe du monde et Rubio est élu meilleur joueur de la compétition.
Aux Jeux olympiques de 2020 à Tokyo, malgré l'élimination de l'Espagne en quart de finale contre les États-unis (95-81 avec 38 points de Rubio), il est élu dans le meilleur 5 de la compétition. Il réalise des moyennes de 25,5 points, 3,5 rebonds et 6 passes décisives par match en 24 minutes de jeu.
Atteint d'usure mentale en 2023, Rubio ne joue plus durant huit mois. Il fait son retour en compétition avec la sélection espagnole, avant même d'avoir disputé une rencontre en club, en février 2024 à l'occasion des qualifications pour l'EuroBasket 2025.

## Style de jeu
Parmi ses qualités : sa défense, avec ses capacités d'interception élevées, son calme sous la pression, sa maturité sur le terrain et son jeu de passe qui rappelle Magic Johnson,. D'autres le comparent, à ses débuts, à Pete Maravich. En revanche, son pourcentage de réussite au tir est faible.
Rubio possède aussi une vision du jeu exceptionnelle qui lui permet d'être parmi les meilleurs passeurs de la NBA. Sous le maillot du Jazz, Rubio a réalisé plusieurs matchs à plus de 25 points après un début de saison compliqué. Rubio est un joueur capable aussi de rentrer des buzzer beater (contre les Sixers, le Thunder, avec les Wolves. Contre les Raptors et le Thunder, avec le Jazz)

## Palmarès

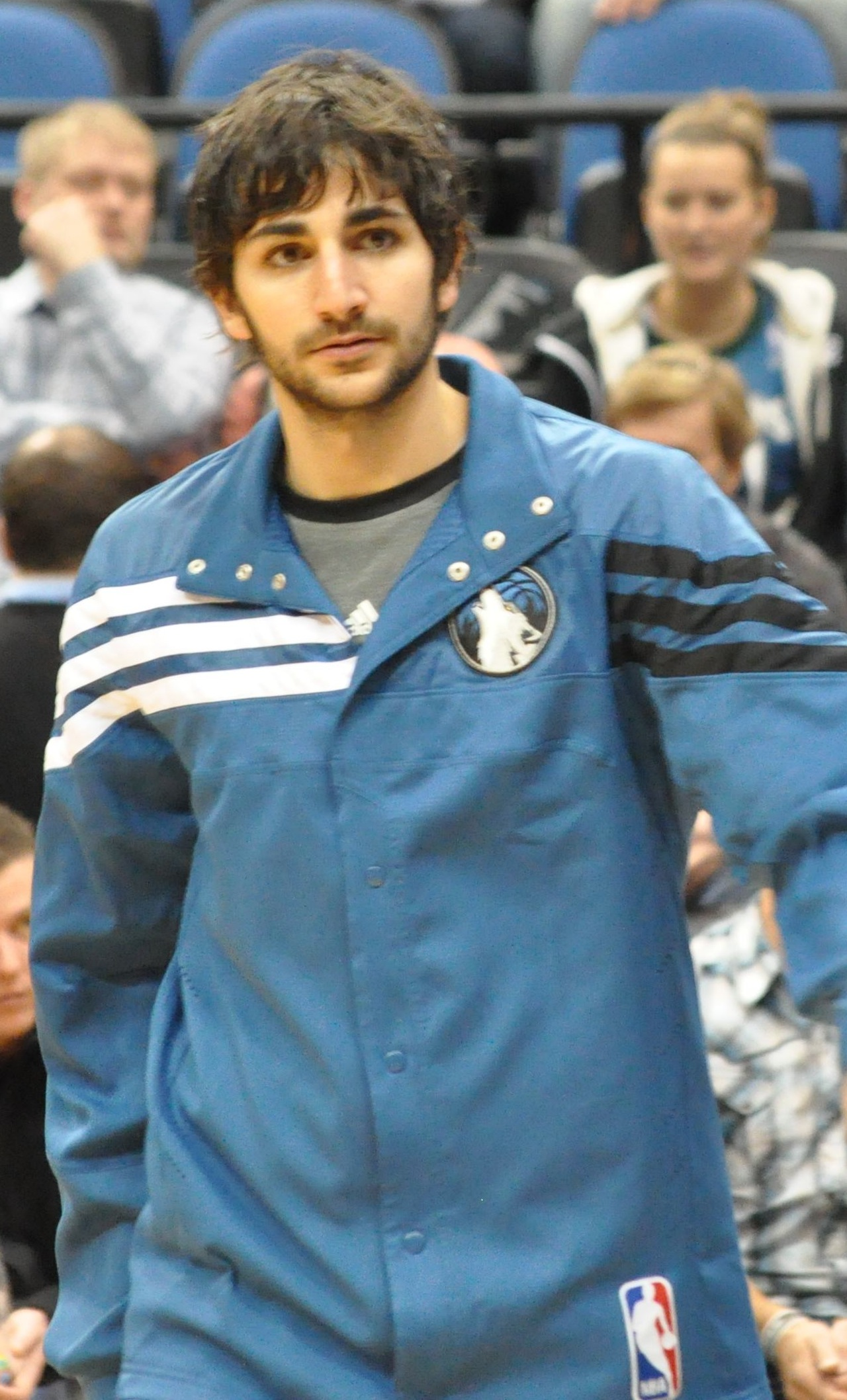
Ricky Rubio en janvier 2012.

### En club
- Vainqueur de l'Euroligue : 2010.
- Vainqueur de l'Eurocoupe masculine de basket-ball : 2006.
- Vainqueur de la coupe ULEB : 2008.
- Vainqueur du Championnat d'Espagne : 2011.
- Vainqueur de la Copa del Rey (3) : 2008, 2010 et 2011.
- Vainqueur de la Supercoupe d'Espagne : 2009.
- Champion de Catalogne (4) : 2005, 2007, 2008 et 2009.

### En sélection
Avec l'Espagne :
- Médaille d'argent aux Jeux olympiques de 2008.
- Médaille de bronze aux Jeux olympiques de 2016.
- Médaille d'or à la Coupe du monde 2019 en Chine.
- Médaille d'or au Championnat d'Europe 2009 en Pologne.
- Médaille d'or au Championnat d'Europe 2011 en Lituanie.
- Médaille de bronze au Championnat d'Europe 2013 en Slovénie.

En catégorie junior :
- Médaille d'or au Championnat d'Europe des moins de 16 ans en 2006.

### Distinctions personnelles
- Meilleur joueur du championnat d'Europe des moins de 16 ans (2006).
- Plus jeune joueur à être élu meilleur jeune joueur européen (à 17 ans et 3 mois) par la FIBA Europe en 2008.
- Nommé meilleur jeune joueur européen trois années consécutives par la FIBA Europe pour les années 2007, 2008 et 2009[56].
- Meilleur jeune joueur de la Liga ACB en 2006-2007.
- Meilleur meneur de la Liga ACB et membre de l'équipe-type en 2007-2008[57].
- Meilleur défenseur de la saison 2008-2009 de la Liga ACB.
- Membre de l'équipe-type de la saison 2009-2010 de la Liga ACB[11].
- Nommé Rising Star Trophy Winner de l'Euroligue 2009-2010[58].
- Sélection au Rising Stars Challenge dans l'équipe de Shaquille O'Neal au NBA All-Star Game 2012 à Orlando[59].
- Rookie du mois de décembre 2011-janvier 2012 pour la Conférence Ouest[60].
- Joueur ayant réalisé le plus grand nombre d'interceptions lors de la saison 2013-2014 (190)[61].
- Meilleur joueur de la Coupe du monde masculine de basket-ball 2019[62].
- Élu dans le cinq majeur des Jeux olympiques de 2020[52].

## Statistiques

### Statistiques en liga ACB
| Année                | Équipe               | Matches | Matches | Min. | 2 pts | 2 pts | 2 pts | 3 pts | 3 pts | 3 pts | L-F | L-F | L-F  | Rebonds | Rebonds | Rebonds | Pd  | Int | BP  | Ctr | Points | Points |
| Année                | Équipe               | J       | Tit.    | Min. | T     | R     | %     | T     | R     | %     | T   | R   | %    | O       | D       | T       | Pd  | Int | BP  | Ctr | T      | PPM    |
| -------------------- | -------------------- | ------- | ------- | ---- | ----- | ----- | ----- | ----- | ----- | ----- | --- | --- | ---- | ------- | ------- | ------- | --- | --- | --- | --- | ------ | ------ |
| 2005-2006            | Badalone             | 10      | 1       | 79   | 11    | 4     | 36 %  | 4     | 3     | 75 %  | 14  | 8   | 57 % | 5       | 7       | 12      | 9   | 9   | 10  | 1   | 25     | 2,5    |
| 2006-2007            | Badalone             | 33      | 1       | 637  | 57    | 29    | 51 %  | 57    | 16    | 28 %  | 77  | 51  | 66 % | 33      | 55      | 88      | 76  | 76  | 42  | 1   | 157    | 4,8    |
| 2007-2008            | Badalone             | 34      | 15      | 795  | 150   | 66    | 44 %  | 101   | 29    | 29 %  | 170 | 137 | 81 % | 35      | 74      | 109     | 137 | 74  | 70  | 0   | 356    | 10,5   |
| 2008-2009            | Badalone             | 22      | 12      | 500  | 99    | 38    | 38 %  | 53    | 23    | 43 %  | 93  | 75  | 81 % | 16      | 42      | 58      | 135 | 48  | 66  | 2   | 220    | 10     |
| 2009-2010            | Barcelone            | 34      | 32      | 675  | 73    | 33    | 45 %  | 90    | 36    | 40 %  | 65  | 50  | 77 % | 17      | 72      | 89      | 150 | 67  | 62  | 2   | 224    | 6,6    |
| 2010-2011            | Barcelone            | 34      | 31      | 792  | 98    | 37    | 38 %  | 74    | 20    | 27 %  | 61  | 46  | 75 % | 21      | 93      | 114     | 149 | 59  | 71  | 1   | 180    | 5,3    |
| Total en carrière    | Total en carrière    | 167     | 92      | 3478 | 488   | 207   | 42 %  | 379   | 127   | 34 %  | 480 | 367 | 76 % | 127     | 343     | 470     | 656 | 333 | 321 | 7   | 1162   | 7,0    |
| Moyennes en carrière | Moyennes en carrière | /       | /       | 20,8 | 2,9   | 1,2   | 42 %  | 2,3   | 0,8   | 34 %  | 2,9 | 2,2 | 76 % | 0,8     | 2,1     | 2,9     | 2,9 | 2,0 | 1,9 | 0,1 | 7,0    | 7,0    |

| Année                | Équipe               | Matches | Matches | Min. | 2 pts | 2 pts | 2 pts | 3 pts | 3 pts | 3 pts | L-F | L-F | L-F   | Rebonds | Rebonds | Rebonds | Pd  | Int | BP  | Ctr | Points | Points |
| Année                | Équipe               | J       | Tit.    | Min. | T     | R     | %     | T     | R     | %     | T   | R   | %     | O       | D       | T       | Pd  | Int | BP  | Ctr | T      | PPM    |
| -------------------- | -------------------- | ------- | ------- | ---- | ----- | ----- | ----- | ----- | ----- | ----- | --- | --- | ----- | ------- | ------- | ------- | --- | --- | --- | --- | ------ | ------ |
| 2005-2006            | Badalone             | 4       | 0       | 31   | 2     | 1     | 50 %  | 2     | 1     | 50 %  | 6   | 6   | 100 % | 1       | 2       | 3       | 1   | 5   | 2   | 0   | 11     | 2,7    |
| 2006-2007            | Badalone             | 10      | 1       | 189  | 21    | 9     | 43 %  | 9     | 1     | 11 %  | 17  | 14  | 82 %  | 8       | 16      | 24      | 16  | 7   | 9   | 1   | 35     | 3,5    |
| 2007-2008            | Badalone             | 5       | 1       | 110  | 25    | 9     | 36 %  | 16    | 2     | 13 %  | 24  | 17  | 71 %  | 6       | 13      | 19      | 17  | 5   | 7   | 0   | 41     | 8,2    |
| 2008-2009            | Badalone             | 3       | 2       | 66   | 11    | 5     | 45 %  | 7     | 2     | 29 %  | 10  | 8   | 80 %  | 3       | 7       | 10      | 11  | 7   | 11  | 1   | 24     | 8      |
| 2009-2010            | Barcelone            | 8       | 8       | 182  | 28    | 12    | 43 %  | 22    | 5     | 23 %  | 8   | 6   | 75 %  | 6       | 20      | 26      | 29  | 13  | 14  | 1   | 45     | 5,6    |
| 2010-2011            | Barcelone            | 8       | 0       | 123  | 11    | 3     | 27 %  | 11    | 2     | 18 %  | 9   | 8   | 89 %  | 4       | 18      | 22      | 22  | 9   | 8   | 2   | 20     | 2,5    |
| Total en carrière    | Total en carrière    | 38      | 12      | 701  | 98    | 38    | 39 %  | 67    | 14    | 21 %  | 74  | 59  | 80 %  | 28      | 76      | 104     | 96  | 46  | 51  | 5   | 176    | 4,6    |
| Moyennes en carrière | Moyennes en carrière | /       | /       | 18,4 | 2,6   | 1,0   | 39 %  | 1,8   | 0,4   | 21 %  | 1,9 | 1,5 | 80 %  | 0,7     | 2,0     | 2,7     | 2,5 | 1,2 | 1,3 | 0,1 | 4,6    | 4,6    |

### Statistiques en NBA
| Année                | Équipe               | Matches | Matches | Min. | 2 pts | 2 pts | 2 pts  | 3 pts | 3 pts | 3 pts  | L-F   | L-F   | L-F    | Rebonds | Rebonds | Rebonds | Pd    | Int   | BP    | Ctr  | Points | Points |
| Année                | Équipe               | J       | Tit.    | Min. | T     | R     | %      | T     | R     | %      | T     | R     | %      | O       | D       | T       | Pd    | Int   | BP    | Ctr  | T      | PPM    |
| -------------------- | -------------------- | ------- | ------- | ---- | ----- | ----- | ------ | ----- | ----- | ------ | ----- | ----- | ------ | ------- | ------- | ------- | ----- | ----- | ----- | ---- | ------ | ------ |
| 2011-2012            | Minnesota            | 41      | 31      | 34,2 | 389   | 139   | 35,7 % | 94    | 32    | 34,0 % | 157   | 126   | 80,3 % | 21      | 150     | 171     | 336   | 91    | 131   | 8    | 436    | 10,63  |
| 2012-2013            | Minnesota            | 57      | 47      | 29,7 | 514   | 185   | 36,0 % | 92    | 27    | 29,3 % | 264   | 211   | 79,9 % | 44      | 185     | 229     | 418   | 137   | 172   | 5    | 608    | 10,67  |
| 2013-2014            | Minnesota            | 82      | 82      | 32,2 | 670   | 255   | 38,1 % | 133   | 44    | 33,1 % | 283   | 227   | 80,2 % | 61      | 281     | 342     | 704   | 191   | 221   | 11   | 781    | 9,52   |
| 2014-2015            | Minnesota            | 22      | 22      | 31,5 | 219   | 78    | 35,6 % | 51    | 13    | 25,5 % | 71    | 57    | 80,3 % | 19      | 106     | 125     | 193   | 38    | 64    | 1    | 226    | 10,27  |
| 2015-2016            | Minnesota            | 76      | 76      | 30,6 | 586   | 219   | 37,4 % | 190   | 62    | 32,6 % | 314   | 266   | 84,7 % | 40      | 286     | 326     | 658   | 162   | 193   | 10   | 766    | 10,08  |
| 2016-2017            | Minnesota            | 75      | 75      | 32,9 | 650   | 261   | 40,2 % | 196   | 60    | 30,6 % | 285   | 254   | 89,1 % | 68      | 237     | 305     | 682   | 128   | 195   | 10   | 836    | 11,15  |
| 2017-2018            | Utah                 | 77      | 77      | 29,3 | 827   | 346   | 41,8 % | 273   | 96    | 35,2 % | 254   | 220   | 86,6 % | 44      | 307     | 351     | 410   | 121   | 207   | 11   | 1008   | 13,09  |
| 2018-2019            | Utah                 | 68      | 67      | 27,9 | 730   | 295   | 40,4 % | 254   | 79    | 31,1 % | 228   | 195   | 85,5 % | 33      | 210     | 243     | 416   | 91    | 180   | 10   | 864    | 12,71  |
| 2019-2020            | Phoenix              | 65      | 65      | 31,0 | 692   | 287   | 41,5 % | 216   | 78    | 36,1 % | 226   | 195   | 86,3 % | 46      | 258     | 304     | 570   | 94    | 173   | 11   | 847    | 13,03  |
| 2020-2021            | Minnesota            | 68      | 51      | 26,1 | 498   | 193   | 38,8 % | 214   | 66    | 30,8 % | 150   | 130   | 86,7 % | 28      | 195     | 223     | 433   | 98    | 111   | 4    | 582    | 8,56   |
| 2021-2022            | Cleveland            | 34      | 8       | 28,5 | 411   | 149   | 36,3 % | 174   | 59    | 33,9 % | 103   | 88    | 85,4 % | 15      | 126     | 141     | 225   | 49    | 90    | 7    | 445    | 13,09  |
| Total en carrière    | Total en carrière    | 563     | 542     | 30,9 | 5 277 | 2 065 | 39,1 % | 1 499 | 491   | 32,8 % | 2 082 | 1 751 | 84,1 % | 376     | 2 020   | 2 396   | 4 387 | 1 053 | 1 536 | 77   | 6 372  | 11,32  |
| Moyennes en carrière | Moyennes en carrière | /       | /       | 30,9 | 9,37  | 3,67  | 39,1 % | 2,66  | 0,87  | 32,8 % | 3,70  | 3,11  | 84,1 % | 0,67    | 3,59    | 4,26    | 7,79  | 1,87  | 2,73  | 0,14 | 11,32  | 11,32  |

## Records sur une rencontre en NBA
Les records personnels de Ricky Rubio en NBA sont les suivants, :
| Type de statistique        | Saison régulière | Saison régulière                  | Saison régulière | Playoffs | Playoffs                  | Playoffs      |
| Type de statistique        | Record           | Adversaire                        | Date             | Record   | Adversaire                | Date          |
| -------------------------- | ---------------- | --------------------------------- | ---------------- | -------- | ------------------------- | ------------- |
| Points                     | 37               | @ Knicks de New York              | 7 novembre 2021  | 26       | Thunder d'Oklahoma City   | 21 avril 2018 |
| Paniers marqués            | 13               | @ Knicks de New York              | 7 novembre 2021  | 9        | Thunder d'Oklahoma City   | 21 avril 2018 |
| Paniers tentés             | 25               | @ Pelicans de La Nouvelle-Orléans | 28 décembre 2021 | 18       | 2 fois                    | 2 fois        |
| Paniers à 3 points réussis | 8                | @ Knicks de New York              | 7 novembre 2021  | 5        | @ Thunder d'Oklahoma City | 18 avril 2018 |
| Paniers à 3 points tentés  | 10               | @ Nets de Brooklyn                | 17 novembre 2021 | 9        | Thunder d'Oklahoma City   | 21 avril 2018 |
| Lancers francs réussis     | 13               | 2 fois                            | 2 fois           | 6        | Thunder d'Oklahoma City   | 21 avril 2018 |
| Lancers francs tentés      | 14               | 2 fois                            | 2 fois           | 7        | Thunder d'Oklahoma City   | 21 avril 2018 |
| Rebonds offensifs          | 5                | Clippers de Los Angeles           | 12 novembre 2016 | 2        | 2 fois                    | 2 fois        |
| Rebonds défensifs          | 12               | 2 fois                            | 2 fois           | 11       | @ Thunder d'Oklahoma City | 25 avril 2018 |
| Rebonds totaux             | 13               | 4 fois                            | 4 fois           | 12       | @ Thunder d'Oklahoma City | 25 avril 2018 |
| Passes décisives           | 19               | Wizards de Washington             | 13 mars 2017     | 11       | 2 fois                    | 2 fois        |
| Interceptions              | 8                | 2 fois                            | 2 fois           | 4        | 2 fois                    | 2 fois        |
| Contres                    | 2                | 5 fois                            | 5 fois           | 1        | 4 fois                    | 4 fois        |
| Balles perdues             | 8                | 4 fois                            | 4 fois           | 5        | Rockets de Houston        | 20 avril 2019 |
| Minutes jouées             | 49               | @ Mavericks de Dallas             | 19 mars 2014     | 39       | Rockets de Houston        | 22 avril 2019 |

- Double-double : 139 (dont 4 en playoffs)
- Triple-double : 8 (dont 1 en playoffs)

Dernière mise à jour : 17 août 2022

## Salaires en NBA
| Année       | Equipe                    | Salaire       |
| ----------- | ------------------------- | ------------- |
| 2011-2012*  | Timberwolves du Minnesota | 3 480 120 $   |
| 2012-2013   | Timberwolves du Minnesota | 3 741 120 $   |
| 2013-2014   | Timberwolves du Minnesota | 4 002 120 $   |
| 2014-2015   | Timberwolves du Minnesota | 5 070 686 $   |
| 2015-2016   | Timberwolves du Minnesota | 12 365 000 $  |
| 2016-2017   | Timberwolves du Minnesota | 13 550 000 $  |
| 2017-2018   | Jazz de l'Utah            | 14 275 000 $  |
| 2018-2019   | Jazz de l'Utah            | 14 975 000 $  |
| 2019-2020   | Suns de Phoenix           | 16 200 000 $  |
| 2020-2021   | Timberwolves du Minnesota | 17 000 000 $  |
| 2021-2022   | Pacers de l'Indiana       | 17 800 000 $  |
| 2022-2023   | Cavaliers de Cleveland    | 5 853 659 $   |
| Total gains | Total gains               | 104 659 046 $ |
| 2023-2024   | Cavaliers de Cleveland    | 6 146 342 $   |
| 2024-2025   | Cavaliers de Cleveland    | 6 439 025 $   |

Note : * En 2011, le salaire moyen d'un joueur évoluant en NBA est de 5 150 000 $.